# Koiluoto

Koiluoto

Koiluoto (Russisch: Койлуото, Kojloeoto) is een onbewoond eiland in de Virolahtibaai in de Finse Golf dat verdeeld is tussen Rusland en Finland. Het eiland is ongeveer 200 meter lang en 110 meter breed. Omdat het eiland pal op de grens ligt is het niet toegankelijk voor het publiek.